# Liste der Kulturdenkmäler in Böhl-Iggelheim
In der Liste der Kulturdenkmäler in Böhl-Iggelheim sind alle Kulturdenkmäler der rheinland-pfälzischen Gemeinde Böhl-Iggelheim aufgeführt. Grundlage ist die Denkmalliste des Landes Rheinland-Pfalz (Stand: 18. Juli 2022).

## Einzeldenkmäler
| Bezeichnung                                          | Lage                                               | Baujahr                            | Beschreibung | Bild                           |
| ---------------------------------------------------- | -------------------------------------------------- | ---------------------------------- | --- | ------------------------------ |
| Bahnhof Böhl-Iggelheim                               | Böhl, Am Bahnhofsplatz 4 Lage                      | 1847                               | repräsentativer Putzbau, sogenannter Maximilianstil; Mittelteil 1847, westliches Giebelhaus und Treppenturm wohl aus den 1860er Jahren, östlicher Teil um 1910 | weitere Bilder Fotos hochladen |
| Friedhofskreuz, Kriegerdenkmal und Grabmäler         | Böhl, Am Oppelsweg, auf dem Friedhof Lage          | ab 1781                            | Friedhof 1839 angelegt, 1876, 1965 und 1976 erweitert; Umfriedung von 1876 teilweise erhalten; - spätbarockes Friedhofskreuz, 1781; - Ehrenfriedhof 1914/18 und 1939/45 mit Kriegerdenkmal, Beton, 1963 von Franz Lind, Freinsheim; - Grabmäler: Familie Ph. J. Freundlich III († 1917), Gussstein, neuromanische und Jugendstilmotive; Familie Ph. J. Freundlich IV († 1918), Gussstein, klassizierend | BW                             |
| Wasserturm                                           | Böhl, Am Wasserturm 13a Lage                       | 1934                               | hoher ungegliederter Unterbau auf achteckigem Grundriss, runder Hochbehälter, Arbeitsgeschoss mit Kegeldach, 1934, Architekt wohl Georg Jakob Lehr, Neustadt an der Weinstraße | Fotos hochladen                |
| Spolie                                               | Böhl, Hauptstraße, an Nr. 9 Lage                   | um 1740                            | Spolie von der abgegangenen lutherischen Kirche, Schlussstein, um 1740 | BW                             |
| Wohnhaus                                             | Böhl, Hauptstraße 38 Lage                          | 1857                               | Fachwerkwohnhaus mit Kniestock, bezeichnet 1857 | weitere Bilder Fotos hochladen |
| Hofanlage                                            | Böhl, Hauptstraße 45 Lage                          | 1727                               | Barocker Dreiseithof. Das Wohnhaus ist am Eckständer und über der Haustüre bezeichnet 1727, Inschriften am Eckständer nennen die Bauherren: Johann Jörg Matdern und seine Hausfrau Maria Katharina. Das Erdgeschoss des Fachwerkgebäudes wurde in späterer Zeit massiv ersetzt. Zugehörig auf der anderen Hofseite ist ein Altensitz als eingeschossiger Fachwerkbau mit Kniestock, bezeichnet 1730. Der Dreiseithof wird durch eine Fachwerkscheune komplettiert. | Fotos hochladen                |
| Wohnhaus                                             | Böhl, Hauptstraße 46 Lage                          | 1858                               | Wohnhaus, teilweise Fachwerk, bezeichnet 1858; Toranlage | BW                             |
| Wohnhaus                                             | Böhl, Hauptstraße 53 Lage                          | 1768                               | barockes Wohnhaus, teilweise Fachwerk, bezeichnet 1768 | Fotos hochladen                |
| Wohnhaus                                             | Böhl, Hauptstraße 57 Lage                          | Ende des 18. Jahrhunderts          | eingeschossiges Fachwerkwohnhaus, Ende des 18. Jahrhunderts | Fotos hochladen                |
| Toranlage                                            | Böhl, Hauptstraße, zu Nr. 73 Lage                  | zweite Hälfte des 18. Jahrhunderts | anspruchsvolle klassizistische Toranlage, zweite Hälfte des 18. Jahrhunderts | Fotos hochladen                |
| Hofanlage                                            | Böhl, Hauptstraße 75 Lage                          | 1826                               | Dreiseithof, bezeichnet 1826; Wohnhaus, teilweise Fachwerk, Krüppelwalmdach; Altensitz massiv; Toranlage | Fotos hochladen                |
| Hofanlage                                            | Böhl, Hauptstraße 77 Lage                          | ab 1784                            | Wohnhaus mit Sandstein- und Holzarchitekturteilen, drittes Viertel des 19. Jahrhunderts; rückwärtige Fachwerkgebäude älter, Scheune bezeichnet 1784 | Fotos hochladen                |
| Hofanlage                                            | Böhl, Hauptstraße 98 Lage                          | 1762                               | Dreiseithof, im Kern von 1762; Wohnhaus und Nebengebäude 1837, Scheune und Stall überwiegend Fachwerk sowie Toranlage, 18. Jahrhundert | Fotos hochladen                |
| Wohnhaus                                             | Böhl, Iggelheimer Straße 3 Lage                    | um 1895                            | villenartiges gründerzeitliches Wohnhaus, sandsteingegliederter Backsteinbau, um 1895 | BW                             |
| Protestantisches Pfarrhaus                           | Böhl, Kirchenstraße 1 Lage                         | um 1875                            | ehemaliges protestantisches Pfarrhaus, neuklassizistischer Walmdachbau, um 1875; Umfassungsmauer des Pfarrguts teilweise erhalten, wohl aus dem 18. Jahrhundert | Fotos hochladen                |
| Wohnhaus                                             | Böhl, Kirchenstraße 3 Lage                         | um 1580                            | Fachwerkwohnhaus mit Krüppelwalmdach, die geschnitzten Knaggen und Stiele, die Mannfiguren im Fachwerk und die Ausbildung der Andreaskreuze deuten auf eine Bauzeit um 1580 hin. Die Fachwerkausprägung ähnelt auch sehr der des Gebäudes Kirchenstraße 17, das dendrochronologisch auf jene Zeit datiert wurde. Das Erdgeschoss wurde im 19. Jahrhundert massiv aus Buntsandstein aufgemauert. | Fotos hochladen                |
| Hofanlage                                            | Böhl, Kirchenstraße 10 Lage                        | 1870er Jahre                       | Dreiseithof, 1870er Jahre; Putzbau, teilweise Fachwerk, kleinerer Altensitz ähnlich | Fotos hochladen                |
| Schulhaus                                            | Böhl, Kirchenstraße 12 Lage                        | 1915–19                            | Schule; Putzbau auf unregelmäßigem Grundriss mit Walmdächern, 1915–19; ortsbildprägend | Fotos hochladen                |
| Kriegerdenkmal                                       | Böhl, Kirchenstraße, bei Nr. 12 Lage               | 1900                               | Kriegerdenkmal 1870/71, Granitobelisk, 1900 | Fotos hochladen                |
| Katholische Kirche Allerheiligen                     | Böhl, Kirchenstraße 13 Lage                        | 1856/57                            | neugotischer Sandsteinquaderbau, 1856/57, Architekt Ludwig Hagemann, Speyer; mit Ausstattung | weitere Bilder Fotos hochladen |
| Friedhofskreuz                                       | Böhl, Kirchenstraße, bei Nr. 13 Lage               | 1759                               | ehemaliges Friedhofskreuz (?); barock, Sandstein, 1759 | Fotos hochladen                |
| Hofanlage                                            | Böhl, Kirchenstraße 14 Lage                        | 19. Jahrhunderts                   | Vierseithof, 19. Jahrhunderts; Wohnhaus, teilweise Fachwerk, 1874 | Fotos hochladen                |
| Katholisches Pfarrhaus                               | Böhl, Kirchenstraße 15 Lage                        | 1769–71                            | ehemaliges katholisches Pfarrhaus, barocker Krüppelwalmdachbau, 1769–71, bauzeitliche Treppe und Stuckdecken; Remise | Fotos hochladen                |
| Wohnhaus                                             | Böhl, Kirchenstraße 17/17a Lage                    | um 1580                            | Fachwerkwohnhaus, um oder bald nach 1600; geschnitzte Fenstererker. Eine dendrochronologische Untersuchung durch Andreas Best 2003 ergab für das Haus ein mögliches Baujahr 1581. Das Haus zählt damit zu den ältesten Fachwerkbauten in der Umgebung von Ludwigshafen. An dieser Stelle befand sich bereits im Mittelalter ein Herrensitz der Herren von Böhl, 1523 ist ein Hof im Besitz des Hans von Wachenheim, genannt von Böhl, bezeugt. Noch 1744 wurde das Haus als adeliges Haus bezeichnet. | Fotos hochladen                |
| Wohnhaus                                             | Böhl, Kirchenstraße 20 Lage                        | 1816                               | Fachwerkwohnhaus mit Krüppelwalmdach, bezeichnet 1816 | Fotos hochladen                |
| Gemeindehaus                                         | Böhl, Kirchenstraße 23 Lage                        | 1883                               | Gemeindehaus, neuklassizistischer Walmdachbau, 1883; platzbildprägend | Fotos hochladen                |
| Wohnhaus                                             | Böhl, Kirchenstraße 24 Lage                        | spätes 17. Jahrhundert             | Fachwerkwohnhaus mit Krüppelwalmdach, wohl noch aus dem 17. Jahrhundert, das Erdgeschoss vermutlich im 19. Jahrhundert massiv ersetzt. | Fotos hochladen                |
| Wohnhaus                                             | Böhl, Kirchenstraße 29 Lage                        | erste Hälfte des 18. Jahrhunderts  | Fachwerkwohnhaus, erste Hälfte des 18. Jahrhunderts | Fotos hochladen                |
| Wohnhaus                                             | Böhl, Kirchenstraße 41 Lage                        | 1710                               | Fachwerkwohnhaus, teilweise massiv, bezeichnet 1710; aufwändige Torkonstruktion. An den Eckständern sind die Namen der Bauherren genannt: Johann Peter und Elisabeth Mattern. 1809 war das zum Haus gehörende Anwesen das größte des Ortes und wurde unter Napoleon beschlagnahmt. Das Erdgeschoss wurde 1935 massiv ersetzt, wobei die ursprüngliche Anordnung der Fenster erhalten blieb. Das Gebäude wurde 1971 modernisiert. | Fotos hochladen                |
| Hofanlage                                            | Böhl, Kirchenstraße 47 Lage                        | um 1875                            | stattlicher gründerzeitlicher Dreiseithof mit Torfahrt, um 1875 | Fotos hochladen                |
| Hofanlage                                            | Böhl, Kirchenstraße 51 Lage                        | um 1880                            | Winkelhof, um 1880; eingeschossiges Wohnhaus mit Kniestock, Wirtschaftsgebäude überwiegend Bruchstein | Fotos hochladen                |
| Toranlage                                            | Böhl, Ludwigstraße, zu Nr. 1 Lage                  | 1597                               | zweiteilige Renaissancetoranlage, bezeichnet 1597 | Fotos hochladen                |
| Wohnhaus                                             | Böhl, Ludwigstraße 4 Lage                          | frühes 18. Jahrhundert             | Fachwerkwohnhaus, wohl aus dem frühen 18. Jahrhundert, bauzeitliche Ökonomie; Toranlage, zweite Hälfte des 18. Jahrhunderts | Fotos hochladen                |
| Wohnhaus                                             | Böhl, Ludwigstraße 32 Lage                         | zweite Hälfte des 18. Jahrhunderts | spätbarockes Fachwerkwohnhaus mit Krüppelwalmdach; im Hof Volutenkapitell, bezeichnet 1723 | Fotos hochladen                |
| Protestantische Pfarrkirche                          | Böhl, Schulstraße 45 Lage                          | 1844/45                            | neuromanischer Saalbau, 1844/45, nach Brand barockisierende Wiederherstellung 1908/09, Architekt Conrad Kreuzberg, Neustadt an der Weinstraße; ortsbildprägend | weitere Bilder Fotos hochladen |
| Wohnhaus                                             | Iggelheim, Buschgasse 25 Lage                      | spätes 18. Jahrhundert             | eingeschossiges Fachwerkwohnhaus mit Kniestock, spätes 18. Jahrhundert | BW                             |
| Hofanlage                                            | Iggelheim, Buschgasse 27 Lage                      | 1751                               | barocke Hofanlage; eingeschossiges Fachwerkwohnhaus, teilweise massiv, mit Kniestock, 1751; Fachwerkscheune 1725 | BW                             |
| Hofanlage                                            | Iggelheim, Buschgasse 28/30 Lage                   | 1763                               | Hakenhof; eingeschossiges Fachwerkwohnhaus mit Kniestock, bezeichnet 1763; rückwärtiger Bau, erstes Viertel des 19. Jahrhunderts; zwei Fachwerkscheunen, bezeichnet 1763 bzw. 1860er Jahre | BW                             |
| Kilometerstein                                       | Iggelheim, Buschgasse, vor Nr. 28 Lage             | 19. Jahrhundert                    | Kilometerstein, Sandsteinpfeiler, 19. Jahrhundert | Fotos hochladen                |
| Wohnhaus                                             | Iggelheim, Buschgasse 29 Lage                      | frühes 18. Jahrhundert             | reiches Fachwerkwohnhaus, wohl aus dem frühen 18. Jahrhundert; Nebengebäude 1829 | BW                             |
| Wohnhaus                                             | Iggelheim, Eisenbahnstraße 15 Lage                 | 18. Jahrhundert                    | eingeschossiges Fachwerkwohnhaus, teilweise massiv, Krüppelwalmdach, 18. Jahrhundert | BW                             |
| Protestantische Pfarrkirche                          | Iggelheim, Friedhofstraße Lage                     | 1756                               | spätbarocker Saalbau, bezeichnet 1756, Architekt wohl Carl Wilhelm Schäffer, Neustadt an der Weinstraße; Turm in den drei unteren Geschossen aus der ersten Hälfte des 12. Jahrhunderts, spätklassizistisches Obergeschoss mit Spitzhelm 1834; mit Ausstattung | weitere Bilder Fotos hochladen |
| Friedhofshalle                                       | Iggelheim, Haßlocher Straße, auf dem Friedhof Lage | 1740                               | ehemalige katholische Pfarrkirche St. Simon und Judas Thaddäus, jetzt Friedhofshalle; spätbarocker Saalbau mit Dachreiter, bezeichnet 1740; polygonale Sakristei, 1845 | weitere Bilder Fotos hochladen |
| Friedhofskreuz, Kriegerdenkmal und Grabmäler         | Iggelheim, Haßlocher Straße, auf dem Friedhof Lage | ab dem 18. Jahrhundert             | Friedhof 1739, um 1857 und 1965 erweitert; - Friedhofskreuz, 1776, renoviert 1823; - Kriegerdenkmal für die katholischen Gefallenen des Ersten Weltkriegs, Sandstein, 1918; - Grabmäler der protestantischen Pfarrer, zwei Grabplatten des 18. Jahrhunderts; - weitere Grabmäler: J. Brendel († 1885), abgebrochene Säule, Umgitterung, Bildhauer W. Bruker, Neustadt an der Weinstraße; P. Gärtner († 1889), neugotisch, Bildhauer W. Bruker, Neustadt an der Weinstraße; Familie Stahl, schwarzer Granit mit Bronzefigur, Familie Walter, schwarzer Granit mit Bronzerelief, bezeichnet 1909, Bildhauer C. M. Geiling; Ph. E. Hasse († 1910) mit Terrakottanachbildung des Thorvaldsen-Christus | BW                             |
| Reformiertes Schulhaus                               | Iggelheim, Haßlocher Straße 2 Lage                 | 1769                               | ehemaliges reformiertes Schulhaus mit Lehrerwohnung, eingeschossiger Fachwerkbau, 1769; Fachwerkscheune | Fotos hochladen                |
| Hofanlage                                            | Iggelheim, Haßlocher Straße 4 Lage                 | 18. und 19. Jahrhundert            | unvollständiger Dreiseithof, 18. und 19. Jahrhundert; eingeschossiges Fachwerkwohnhaus mit Kniestock, um 1800; rückwärtiger Wirtschaftsteil bezeichnet 1856 | BW                             |
| Protestantisches Pfarrhaus                           | Iggelheim, Haßlocher Straße 6 Lage                 | 1764                               | ehemaliges protestantisches Pfarrhaus; stattlicher Krüppelwalmdachbau, 1764; Torfahrt | Fotos hochladen                |
| Heimatmuseum                                         | Iggelheim, Langgasse 2 Lage                        | 1498/99                            | ehemaliges Rathaus, jetzt Heimatmuseum; spätmittelalterlicher Fachwerkbau, dendrodatiert 1498/99, massives Erdgeschoss bezeichnet 1569; überdachter Treppenaufgang, darunter Verlies, Glockentürmchen; Uhr, 1775 von Johann Paul Korber, Bad Dürkheim | weitere Bilder Fotos hochladen |
| Gasthaus „Zum Hirsch“                                | Iggelheim, Langgasse 5/7 Lage                      | frühes 18. Jahrhundert             | barockes Fachwerkwohnhaus, wohl aus dem frühen 18. Jahrhundert, Straßenfassade um 1800 massiv erneuert | Fotos hochladen                |
| Wohnhaus                                             | Iggelheim, Langgasse 9 Lage                        | um 1860                            | stattliches Fachwerkwohnhaus, teilweise massiv, Krüppelwalmdach, um 1860 | Fotos hochladen                |
| Jakob-Heinrich-Lützel-Schule                         | Iggelheim, Langgasse 10 Lage                       | 1904                               | historisierender Walmdachbau, Giebelrisalit, 1904 | weitere Bilder Fotos hochladen |
| Kriegerdenkmal                                       | Iggelheim, Langgasse, vor Nr. 10 Lage              | um 1900                            | Kriegerdenkmal 1870/71, Granit-Obelisk, Reichsadler in Metallguss, um 1900 | Fotos hochladen                |
| Wohnhaus                                             | Iggelheim, Langgasse 11 Lage                       | 1761                               | eingeschossiges Fachwerkwohnhaus, teilweise massiv, mit Kniestock, bezeichnet 1761 | BW                             |
| Wohnhaus                                             | Iggelheim, Langgasse 19 Lage                       | 1848                               | eingeschossiges Fachwerkwohnhaus mit Kniestock, bezeichnet 1848 | BW                             |
| Gaststätte „Zum Bären“                               | Iggelheim, Langgasse 59 Lage                       | 17. Jahrhundert                    | eingeschossiger barocker Fachwerkbau (verputzt), wohl noch aus dem 17. Jahrhundert; zwei große Zwerchhäuser | Fotos hochladen                |
| Wohnhäuser                                           | Iggelheim, Lützelstraße 1 und 3 Lage               | ab 1821                            | zwei eingeschossige Fachwerkhäuser mit Kniestock; Nr. 3 bezeichnet 1821, Nr. 1 Eckbau, teilweise massiv, um 1850; ortsbildprägend; rückwärtiges Wirtschaftsgebäude um 1890 | Fotos hochladen                |
| Wohnhaus                                             | Iggelheim, Lützelstraße 14 Lage                    | 1834                               | eingeschossiges Fachwerkwohnhaus mit Kniestock, bezeichnet 1834 | Fotos hochladen                |
| Wohnhaus                                             | Iggelheim, Sandgasse 5 Lage                        | 17. Jahrhundert                    | Fachwerkwohnhaus, teilweise massiv, 17. Jahrhundert; spätbarocke Torpfosten | Fotos hochladen                |
| Katholische Pfarrkirche St. Simon und Judas Thaddäus | Iggelheim, Taubenstraße 19 Lage                    | 1935/36                            | hausartiger Putzbau, 1935/36, Architekt Albert Boßlet, Würzburg; südlich des platten Chorschlusses Turm mit Pyramidendach, nördlich Sakristei; Holzskulpturen aus dem Vorgängerbau | weitere Bilder Fotos hochladen |

## Ehemalige Kulturdenkmäler
| Bezeichnung | Lage                         | Baujahr                 | Beschreibung | Bild |
| ----------- | ---------------------------- | ----------------------- | --- | ---- |
| Wohnhaus    | Böhl, Hauptstraße 28 Lage    | 1840                    | eingeschossiges Fachwerkwohnhaus, bezeichnet 1840; aus Denkmalliste gelöscht                                                        | BW   |
| Hofanlage   | Iggelheim, Langgasse 62 Lage | 18. und 19. Jahrhundert | Kleinbauernhof, 18. und 19. Jahrhundert; eingeschossiges Fachwerkwohnhaus mit Kniestock, Fachwerkscheune; aus Denkmalliste gelöscht | BW   |